# Irina Lazareanu
Irina Lazareanu (8 de Junho de 1982) é uma modelo romeno-canadense. Lazareanu alcançou o sucesso pela sua amizade com a modelo Kate Moss.

## Vida
Aos cinco anos Lazareanu foi morar no Canadá, em Montreal, no subúrbio de Saint-Hubert,em Quebec com seus pais romenos. Aos 13 anos mudou-se para Londres para estudar ballet. Aos 15 conheceu Pete Doherty, com quem mais tarde marcaria encontros e se casaria.

## Carreira de modelo
Aos 17 anos Lazareanu assinou um contrato com a Giovanni Models em Montreal, com esperanças de que isto lhe ajudaria a pagar o aluguel. Desde então ela passou por Londres e Paris, aparecendo ocasionalmente nas semanas de moda de Barcelona, Austrália e Madrid. Lazareanu foi escolhida pela amiga Kate Moss para posar para a edição de Dezembro/Janeiro da Vogue: Paris. Ela ganhou popularidade com o fato e quebrou o recorde de mais trabalho de passarela em uma temporada.
Irina já posou para grandes estilistas, incluindo Chanel, Balenciaga, Alexander McQueen, Anna Sui, Lanvin, Versace e muito mais. Ela é afiliada das agências Marilyn (Nova York e Paris), Why Not Models (Milão), Select Model Management (Londres), e Giovanni (Montreal). Em março de 2007, Lazareanu foi escolhida por Kate Moss como a modelo para sua nova linha de roupas TopShop.
Em Junho de 2009, Lazareanu apareceu no Canada's Next Top Model como treinadora convidada e jurada.

## Estilo
Lazareanu é conhecida por seu estilo vintage, que contribuiu muito para o crescimento de sua carreira como Modelo.

## Música
Lazareanu conheceu o músico Pete Doherty (Na época membro da banda The Libertines) numa festa em Shepherd's Bush enquanto era uma estudante de Ballet. Ela se envolveu com outra banda de Doherty, Babyshambles, e fez uma turnê com eles em 2004, mesmo tendo negado o rumor de que foi baterista da banda.
Irina está gravando um álbum de música Folk, intitulado Some Place Along the Way, o qual o músico Sean Lennon produz e colabora.